# 教統

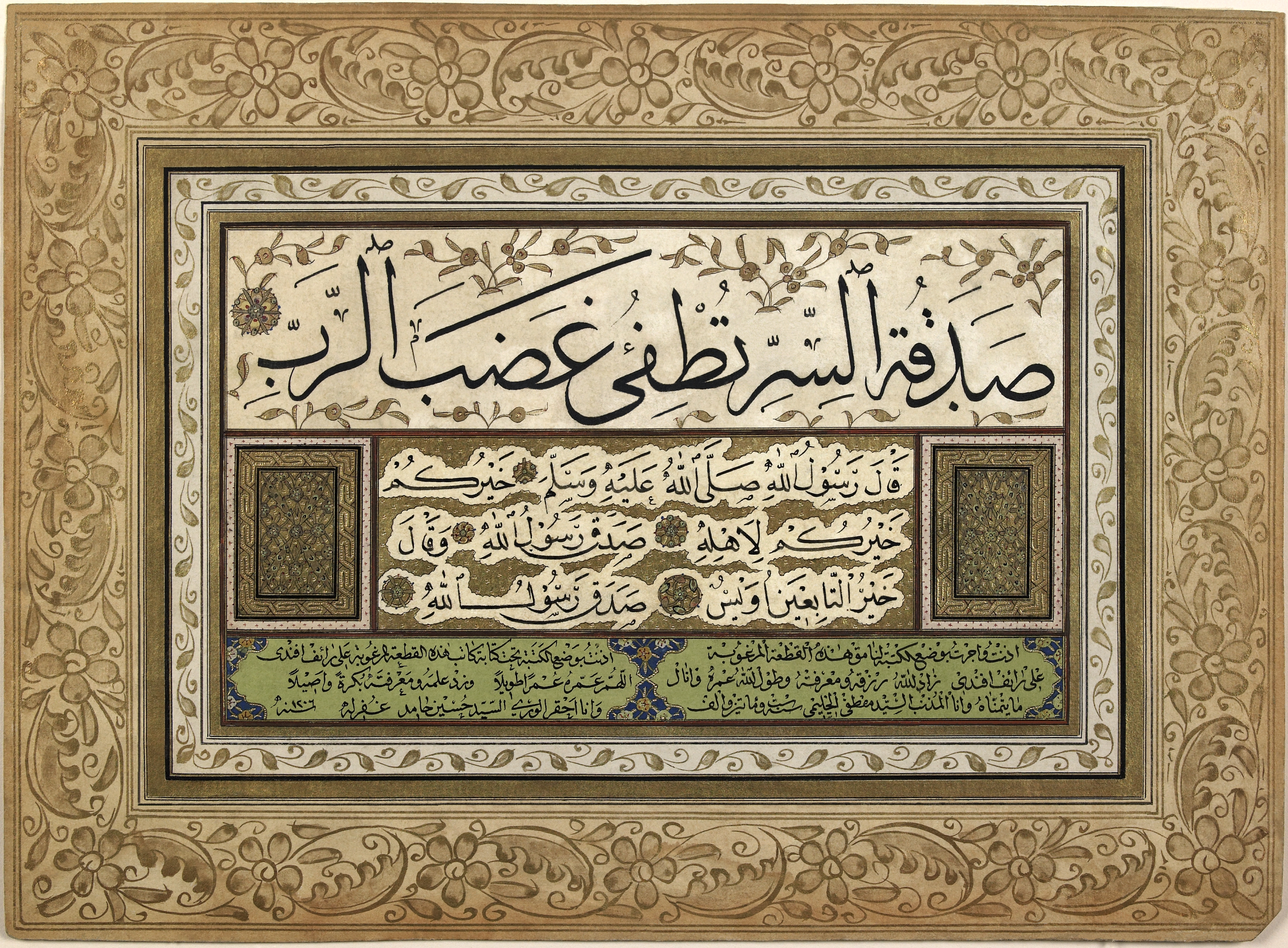
教統證書，伊斯兰历1206年／基督纪年1791年

教統（阿拉伯语：الإِجازَة，音伊贾扎，意为"许可"、"文凭"、"执照"；英語：Ijazah，复数形式：ijazahs 或 ijazat）亦可稱道統、道谱，是指伊斯蘭教各苏菲主义门宦资格认证系统。它是一种授权持有者传播某种文本或知识，尤其是伊斯兰教理和教法的凭证，由已拥有此类权威的人颁授。这种执照通常意味着学生已经通过学习，从有权威的老师那里获得了这些知识，尽管随着时间的推移，这一要求变得不那么严格。
教统往往可上溯至圣训（hadith）、伊斯兰教法（fiqh）和《古兰经》注释（tafsir）的文本；但也出现在神秘主义、历史和语言学作品中，以及文学集中。虽然教统主要与逊尼派相关，但这个概念在什叶派十二伊玛目派的圣训传统中也有出现。

## 《天方正學》的記載
蓝子羲《天方正学》稱：“天方道统，始于人祖阿丹。自阿丹大圣至穆至圣，为道统十一代”。如：戛迪林耶學派道統始於盤龍山道祖，經祁靜一、雲南道祖、周道祖、馬道祖、馮道祖、安道祖、楊道祖等七世。

## 學位
阿拉伯帝國的教統制直接影響了歐洲中世紀大學的學位制度 。